# Krivaja (Wojwodina)
Krivaja (cyr. Криваја) – wieś w Serbii, w Wojwodinie, w okręgu północnobackim, w gminie Bačka Topola. W 2011 roku liczyła 653 mieszkańców.